# Universidad de San Carlos CF
Universidad de San Carlos CF, beter bekend als kortweg Universidad of USAC is een Guatemalteekse voetbalclub uit Guatemala-Stad.

## Geschiedenis
De club werd opgericht in 1922 als Escuela de Medecina en werd twee jaar na de oprichting al kampioen van de amateurcompetitie in Guatemala, een titel die ze zes keer zouden winnen. In 1933 werd de naam Universidad Nacional. Hierna werd de naam Universidad aangenomen, vanaf 1975 werd ook vaker de afkorting USAC gebruikt.
Na de invoering van de profcompetitie in 1942 speelde de club van 1944 tot 1978, met uitzondering van seizoen 1950/51, onafgebroken in de hoogste klasse. Na twintig jaar afwezigheid keerden ze terug in 1998 voor vier seizoenen. In 2009 promoveerde de club opnieuw maar moest na twee seizoen weer een stap terugzetten. Van 2012 tot 2016 speelde de club opnieuw in de hoogste klasse.  

## Erelijst
Liga Capitalina
1924, 1926, 1928, 1929, 1930, 1931